# Чемпіонат світу з футболу 1974 (плей-оф)
Плей-оф чемпіонату світу з футболу 1974 — заключний етап світової футбольної першості 1974 року, за результатами якого визначалися чемпіон світу і розподіл призових місць. Оскільки формат турніру передбачав два групові етапи, безпосередньо до плей-оф, що проводився за олімпійською системою, виходили лише чотири команди. Причому форматом передбачалося, що на другому груповому етапі розподіл місць визначав відразу фіналістів чемпіонату (переможці груп) і учасників гри за третє місце (команди, що посіли други місця). Тож раунд плей-оф не передбачав півфіналів і фактично складався лише з двох ігор — основного і «втішного» фіналів.
6 липня 1974 року було проведено гру за третє місце, в якій збірна Польщі мінімально здолала переможців попередньої світової першості бразильців, а наступного дня відбувся фінал, в якому господар турніру збірна ФРН здобула чемпіонський титул, здолавши з рахунком 2:1 збірну Нідерландів.
Обидва матчі проходили на  Олімпіаштадіоні в Мюнхені.
Час матчів зазначений за місцевим часом (CET)

## Учасники
До раунду плей-оф виходили команди, що посіли перші два місця у кожній із груп другого групового етапу.
| Група | Переможці (вихід до Фіналу) | Другі місця (вихід до гри за третє місце) |
| ----- | --------------------------- | ----------------------------------------- |
| A     | Нідерланди                  | Бразилія                                  |
| B     | ФРН                         | Польща                                    |

## Матч за третє місце
Попри те, що обидві команди виставили практично свої основні склади, гра проходила у невисокому темпі з мінімумом гострих моментів. Її долю визначили індивідуальні дії найкращого бомбардира турніру Гжегожа Лято, який на 76-ій хвилині, отримавши передачу на власній половині поля, відірвався на швидкості від свого опікуна Алфредо і переграв голкіпера Леао. Згодом польський нападник мав ще один вихід віч-на-віч із воротарем суперників, проте цього разу програв дуель.
| 6 липня 1974 16:00 CET |

| Бразилія | 0–1      | Польща   |
| -------- | -------- | -------- |
|          | Протокол | Лято 76' |

| Олімпійський стадіон (Мюнхен) Глядачів: 77,100 Арбітр: Ауреліо Ангонезе (Італія) |

| Бразилія | Польща |

|                  |    |                |     |     |
|                  |    |                |     |     |
| ВР               | 1  | Емерсон Леао   |     |     |
| ЗХ               | 3  | Маріньйо Перес |     |     |
| ЗХ               | 4  | Зе Марія       |     |     |
| ЗХ               | 6  | Маріньйо Шагас |     |     |
| ЗХ               | 15 | Алфредо        |     |     |
| ПЗ               | 10 | Рівеліно       |     |     |
| ПЗ               | 17 | Карпеджані     |     |     |
| ЗХ               | 18 | Адемір да Гія  |     | 66' |
| ПЗ               | 7  | Жаїрзіньйо     | 76' |     |
| НП               | 13 | Валдоміро      |     |     |
| НП               | 21 | Дірсеу         |     |     |
| Заміни:          |    |                |     |     |
| НП               | 19 | Мірандінья     |     | 66' |
| Головний тренер: |    |                |     |     |
| Маріо Загалло    |    |                |     |     |

|                  |    |                      |     |     |
|                  |    |                      |     |     |
| ВР               | 2  | Ян Томашевський      |     |     |
| ЗХ               | 4  | Антоній Шимановський |     |     |
| ЗХ               | 6  | Єжи Горгонь          |     |     |
| ЗХ               | 9  | Владислав Жмуда      |     |     |
| ЗХ               | 10 | Адам Мусял           |     |     |
| ПЗ               | 12 | Казімеж Дейна        |     |     |
| ПЗ               | 13 | Генрик Касперчак     | 71' | 73' |
| ПЗ               | 14 | Зигмунт Мащик        |     |     |
| ПЗ               | 16 | Гжегож Лято          |     |     |
| НП               | 17 | Анджей Шармах        |     | 75' |
| НП               | 18 | Роберт Гадоха        |     |     |
| Заміни:          |    |                      |     |     |
| ПЗ               | 11 | Леслав Цмікевич      |     | 73' |
| НП               | 20 | Здзіслав Капка       |     | 75' |
| Головний тренер: |    |                      |     |     |
| Казімеж Гурський |    |                      |     |     |

| Асистенти арбітра: Джафар Намдар (Іран) Юссу Н'Діає (Сенегал) |

## Фінал
| 7 липня 1974 16:00 (CET) |

| Нідерланди        | 1–2  | ФРН                            |
| ----------------- | ---- | ------------------------------ |
| Нескенс 2' (пен.) | Звіт | Брайтнер 25' (пен.) Мюллер 43' |

| Олімпійський стадіон (Мюнхен) Глядачів: 75,200 Арбітр: Джек Тейлор (Англія) |

| Нідерланди | ФРН |

| ВР           | 8  | Ян Йонгблуд         |     |     |
| ЗХ           | 20 | Вім Сюрбір          |     |     |
| ЗХ           | 17 | Вім Рейсберген      |     | 69' |
| ЗХ           | 2  | Арі Ган             |     |     |
| ЗХ           | 12 | Руд Крол            |     |     |
| ПЗ           | 6  | Вім Янсен           |     |     |
| ПЗ           | 13 | Йоган Нескенс       | 40' |     |
| ПЗ           | 3  | Вім ван Ханегем     | 23' |     |
| НП           | 16 | Джонні Реп          |     |     |
| НП           | 14 | Йоган Кройф ()      | 45' |     |
| НП           | 15 | Роб Ренсенбрінк     |     | 46' |
| Запасні:     |    |                     |     |     |
| ВР           | 18 | Піт Схрейверс       |     |     |
| ЗХ           | 5  | Рінус Ісраел        |     |     |
| ПЗ           | 7  | Тео де Йонг         |     | 69' |
| ПЗ           | 10 | Рене ван де Керкгоф |     | 46' |
| НП           | 9  | Піт Кейзер          |     |     |
| Тренер:      |    |                     |     |     |
| Рінус Міхелс |    |                     |     |     |

| ВР          | 1  | Зепп Маєр             |    |  |
| ЗХ          | 2  | Берті Фогтс           | 4' |  |
| ЗХ          | 5  | Франц Бекенбауер ()   |    |  |
| ЗХ          | 4  | Ганс-Георг Шварценбек |    |  |
| ЗХ          | 3  | Пауль Брайтнер        |    |  |
| ПЗ          | 16 | Райнер Бонгоф         |    |  |
| ПЗ          | 14 | Улі Генесс            |    |  |
| ПЗ          | 12 | Вольфганг Оверат      |    |  |
| НП          | 9  | Юрген Грабовскі       |    |  |
| НП          | 13 | Герд Мюллер           |    |  |
| НП          | 17 | Бернд Гельценбайн     |    |  |
| Запасні:    |    |                       |    |  |
| ВР          | 21 | Норберт Нігбур        |    |  |
| ЗХ          | 6  | Горст-Дітер Геттгес   |    |  |
| ПЗ          | 8  | Бернгард Кулльман     |    |  |
| ПЗ          | 15 | Гайнц Флое            |    |  |
| НП          | 11 | Юпп Гайнкес           |    |  |
| Тренер:     |    |                       |    |  |
| Гельмут Шен |    |                       |    |  |

| Асистенти арбітра: Рамон Баррето (Уругвай) Альфонсо Гонсалес Арчундія (Мексика) |